# God's Doorkeeper: St. André of Montreal
O Porteiro de Deus: Santo André de Montreal é um documentário para a televisão de 2010 sobre Santo André Bessette. Foi produzido pela Salt and Light Catholic Media Foundation (Salt + Light), uma iniciativa de mídia com sede no Canadá e instituição de caridade registrada que surgiu da Jornada Mundial da Juventude de 2002. Posteriormente, o documentário foi lançado em DVD.
Dirigido por uma equipe de cineastas da Salt + Light, o documentário apresenta entrevistas e imagens filmadas em Quebec, New Hampshire, Indiana, Oregon e Roma. Entrevistas incluem pessoas da ordem religiosa que dão continuidade ao legado de André.
Em 17 de outubro de 2010, Fr. André se tornou o primeiro santo homem nascido no Canadá. A maioria do God´s Doorkeeper estreou na televisão Salt + Light dois dias antes, antecipando a canonização de André. Imagens da canonização em si foram feitas e incluídas na versão final do filme.

## Resumo do conteúdo
Em 6 de janeiro de 1937, a morte de um humilde porteiro atraiu mais de um milhão de pessoas a Montreal. Por 40 anos, o Irmão André Bessette, da Congregação da Santa Cruz, acolheu as pessoas na porta e ficou conhecido como um curandeiro milagroso. O Porteiro de Deus examina o coração e o legado do irmão André - como um homem de oração, hospitalidade e compaixão.
Este documentário inclui comentários de pessoas que conheceram Fr. André e continam seu trabalho hoje; entrevistas de Montreal, Roma e diferentes partes dos Estados Unidos; reflexão de Pe. Tom Rosica, CSB, sobre a perene relevância do Fr. André; e filmagens dos eventos do caminho de santidade de Fr. André (beatificação, canonização e celebrações especiais em Roma e Montreal).